# اوتنتال
اوتنتال (به آلمانی: Ottenthal) یک منطقهٔ مسکونی در اتریش است که در ناحیه میستلباخ واقع شده‌است. اوتنتال ۶۲۶ نفر جمعیت دارد.